# جی‌جی ۴۴۰
جی‌جی ۴۴۰ یک ستاره است که در صورت فلکی مگس جنوبی قرار دارد.